# Heinz Sandauer

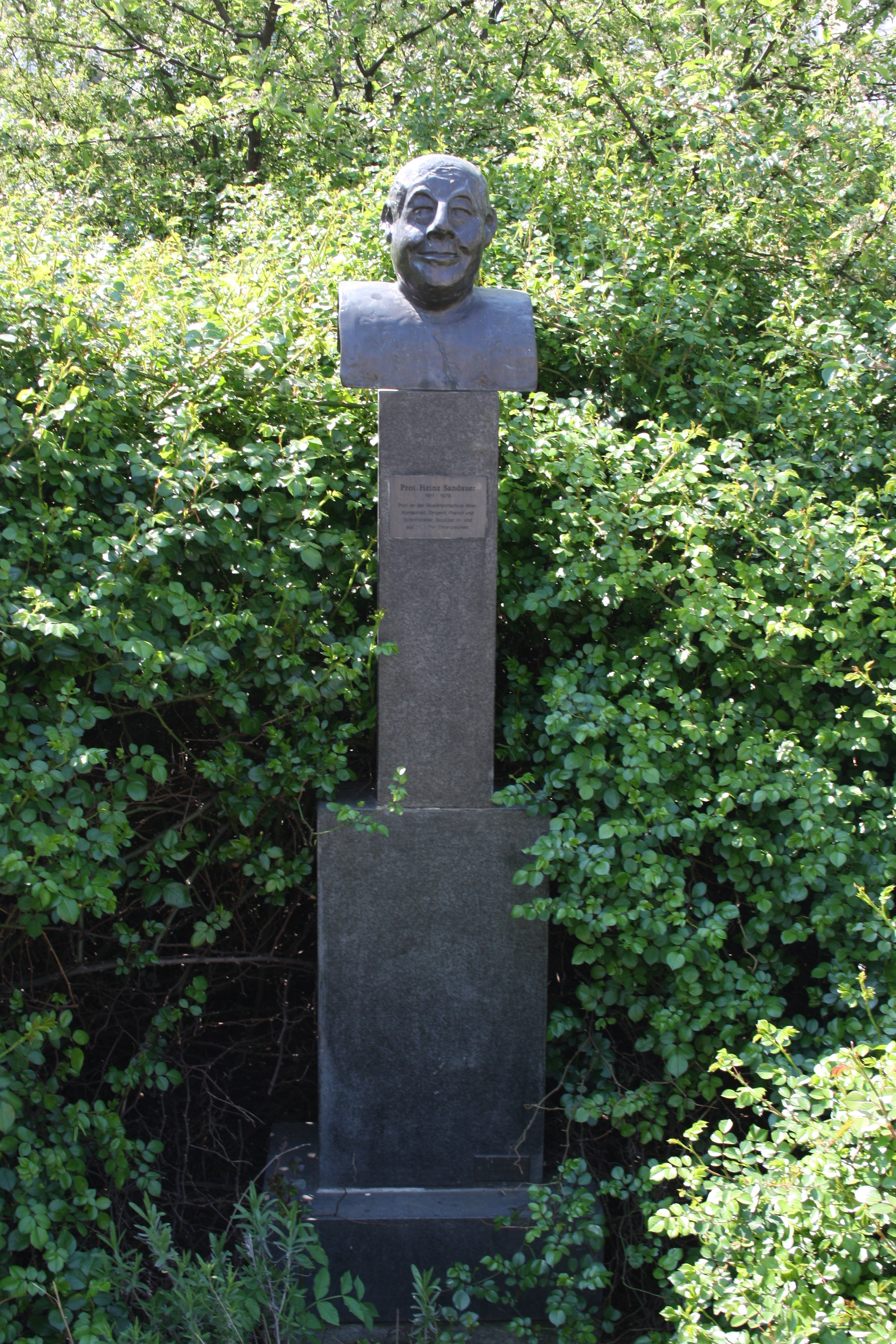
Büste von Heinz Sandauer im Schubertpark Währing, Wien

Heinz Sandauer (* 9. Januar 1911 in Wien; † 5. August 1979 in Wien) war ein österreichischer Dirigent, Komponist und Schriftsteller.

## Leben
Heinz Sandauer studierte an der Wiener Akademie für Musik und darstellende Kunst. Sein Kompositionslehrer war der österreichische Komponist und Musikpädagoge Professor Joseph Marx, von dem er später mehrere Musikstücke arrangierte, so den Neujahrshymnus für gemischten Chor, Orgel und Orchester von 1914. Bereits in den 20er-Jahren war Sandauer als Arrangeur für so berühmte Komponisten wie Franz Lehár, Emmerich Kálmán und Robert Stolz tätig. Mit einem eigenen Ensemble spielte er bald zahlreiche Musikstücke auf Schellackplatten ein (manchmal auch unter einem Phantasienamen, wie etwa Harry’s Tanzorchester). Die Schlagersänger der Zeit, wie etwa Austin Egen, Max Hansen, Gloria Astor und Kinderstar Evi Bodo, waren seine Begleiter. 
Als Komponist war Heinz Sandauer vor allem im Filmgeschäft tätig. Zwischen 1936 und 1958 schuf er die Filmmusik zu rund 30 deutschen Filmen. Aber auch konzertante Musik wie ein Konzert in C-Dur für Trommel und Orchester, Klaviersoli und Ballettmusik gehören zu seinem Œuvre – genauso wie zahlreiche Wienerlieder und Schlager.
In den 20er-Jahren begann auch Heinz Sandauers Beziehung zum österreichischen Rundfunk. Zunächst war er für die Radio Verkehrs AG (RAVAG), den ersten österreichischen Rundfunksender, tätig. 1937 avancierte er dann zum Leiter des Wiener Rundfunkorchesters. Die Rundfunkkarriere ging auch nach dem Zweiten Weltkrieg weiter. So arbeitete er zunächst für den Sender Rot-Weiß-Rot der amerikanischen Besatzungsmacht, später dann auch für den Österreichischen Rundfunk (ORF). Großen Erfolg erntete er in den 70er Jahren mit dem Kleinen Wiener Rundfunkorchester und der wöchentlichen Live-Sendung „Im Konzertkaffee“ aus dem AEZ in Wien. Sandauer hatte auch den berühmten Wiener Conferencier Heinz Conrads entdeckt.
Im Jahre 1963 wurde Heinz Sandauer zum Professor an der Universität für Musik und darstellende Kunst (wie die ehemalige Wiener Akademie inzwischen hieß) ernannt. Er unterrichtete Unterhaltungsmusik und Jazz. Als Musikpädagoge trat er auch in Buchform ans Publikum: Er schrieb das Werk Der Jazz-Pianist. Der Weg zum modernen Klavierspiel (1950) und das Handbuch des praktischen Instrumentierens für großes Orchester, Blasmusik und Jazzorchester (1965).
Heinz Sandauer hatte ein weiteres Interessengebiet, nämlich die Astrologie. Neben einem Ratgeber Astrologie für jedermann, schrieb er (zusammen mit Nathalie Sandauer) in den 70er-Jahren zwölf astrologische Tierkreisratgeber (für jedes Sternzeichen eines). 1978 folgte das Buch Geschichte, gelenkt von den Sternen. In dieser Astrologischen Analyse des Abendlandes (Untertitel), beschäftigte er sich unter anderem auf mehreren Seiten mit Adolf Hitlers Aufstieg und Fall. Mit Hitlers Sternenkonstellation begründet Sandauer nicht nur dessen Charakter, sondern auch seine Wirkung und sein Handeln. Beispiel: „Pluto und Neptun zeigen diesen Mann als Verführer mit magischen Kräften an, einer gewaltsamen Mischung von Schwärmerei und Täuschung, der nicht nur die Umwelt, sondern er selbst zuletzt erlag.“
Im Schubertpark (18. Bezirk) steht in Wien eine Büste in  Erinnerung an Prof. Heinz Sandauer.

## Kompositionen (Auswahl)
- In Salmannsdorf drauß steht ein Häuserl am Bach, Wienerlied (Text: H. Sobotka), 1942
- Moderne Zigeuner, langsames Walzerlied (Text Erich Meder), 1944
- Es geht ein Ruf durch die Nacht, Song (Text Erich Meder), 1944
- Der Franz von Assisi, mein Schutzpatron, Wienerlied und Slowfox (Text: Josef Petrak), 1946
- Auf dem weißen Markt am Limpopo, Eine dunkle Geschichte, Fox (Text: Erich Meder),  1946
- Mahatma, Mahatma, ma hat ma neulich, Das indische Wienerlied (Text Erich Meder), 1947
- I brauch Geld!, Wiener Marschlied (Text Erich Meder), 1947
- Heute schreib ich meiner Mutter einen Liebesbrief, Lied und langsamer Fox (Text:Otto Hanns Dangel), 1948
- Am blauen See liegt ein Haus, Lied und Slowfox (Text: Rudolf Berdach), 1949
- Heimkehr ruft mein Herz,  Slow-Intermezzo nach einer alten Melodie (Text: Rudolf Berdach und Hans Werner), 1951
- Ich steig so gern auf die Berge, Lied und Jodelfox, 1951
- Unterm Haustor zwei verliebte Leute, Lied und Slowfox (Text: Josef Petrak), 1952
- Ich möchte‘ Dir einen Wecker schenken (Das Weckerelied), Fox (Text: Ernest Ermad), 1952
- Am Wiesenrand steht eine Kuh (Text Karl Farkas), Lied und Fox, 1952
- Nur eine Frau, die schon die Liebe kennt, Slowfox (Text: Karl Farkas), 1954
- Holleschau-Polka, Polka (Text: Karl Farkas), 1954
- Oh, diese Beine, Foxtrott, 1957
- Liebling sei nicht so lieb zu mir!, Lied und Slowfox, 1957
- Die Sterne tanzen vor Glück, Lied und langsamer Walzer, 1958
- Warum soll’s denn mit 50 schon vorbei sein?, Wiener-Lied 1966
- Wenn man so wie einen Regenschirm vergessen könnt die Liebe
- So ein Regenwurm hat's gut  1957
- Apres Valse, konzertante Komposition für Orchester
- Tanzendes Kinderland (Potpourri) ev. noch im Archiv beim ORF
- Whisky Soda, Foxtrot, (Sandauers Lieblingssong), Gesamttitel: Erinnerungen an Seinerzeit, Titel: Zwischen 5 (fünf) und 6 (sechs) bei Heinz Sandauer, Interpret: Heinz Sandauer, Klavier, 1953; 1981[5]

## Diskografie
- 5x3 = 15 Bunte Minuten. Heinz Sandauer (Klavier) und seine Rhythmiker. EP, Columbia o. J. [33 VP 805]
- Beliebte Melodien. Komponist: Robert Stolz. Heinz Sandauer: Klavier. CD, Preiser/Naxos, Wien 1997[6]
- Heinz Sandauer spielt Melodien von Franz Lehár und der Strauß-Dynastie. CD, Preiser/Naxos, Wien 1999
- Gebundene Hände (Exklusive Rundfunkaufnahmen 1955–1970), u. a. mit Zarah Leander und dem Kleinen Wiener Rundfunkorchester, Leitung Heinz Sandauer, CD, Koch International 1999
- Ralph Benatzky: Axel an der Himmelstür. (Leitung Heinz Sandauer), CD, Walhall-Eternity/Gebhardt Musikvertrieb, Dusslingen 2011

## Filmografie
- 1936: Die Julika (Ernte)
- 1937: Der Mann, von dem man spricht
- 1937: Millionenerbschaft (Regie: Arthur Maria Rabenalt)
- 1937: Die verschwundene Frau (Regie: E. W. Emo)
- 1938: Geld fällt vom Himmel (Regie: Heinz Helbig)
- 1939: Liebe streng verboten (Regie: Heinz Helbig)
- 1939: Anton der Letzte
- 1943: Reisebekanntschaft
- 1943: Zwei glückliche Menschen (Regie: E. W. Emo)
- 1950: Cordula
- 1951: Schwindel im Dreivierteltakt
- 1951: Der Weibsteufel
- 1952: Der Sonnblick ruft
- 1952: Der eingebildete Kranke
- 1952: Wir werden das Kind schon schaukeln (Schäm dich, Brigitte)
- 1953: Die Todesarena
- 1957: Familie Schimek
- 1957: Wie schön, daß es dich gibt
- 1957: Die unentschuldigte Stunde
- 1957: Mit Rosen fängt die Liebe an
- 1958: Sebastian Kneipp

## Bibliographie
- Der Jazz-Pianist. Der Weg zum modernen Klavierspiel; ein Leitfaden mit 114 Beispielen, Hohner, Trossingen/Württemberg 1951
- Handbuch des praktischen Instrumentierens für großes Orchester, Blasmusik und Jazzorchester, Österreichischer Bundesverlag, Wien 1965
- Astrologie für jedermann, Kirsch-Verlag, Wien 1975
- Alles, was Sie schon immer über den Widder wissen wollten. Von Heinz und Nathalie Sandauer, Wiener Verlag, Wien 1977
- Alles, was Sie schon immer über den Stier wissen wollten. Von Heinz und Nathalie Sandauer, Wiener Verlag, Wien 1977
- Alles, was Sie schon immer über die Zwillinge wissen wollten. Von Heinz und Nathalie Sandauer, Wiener Verlag, Wien 1977
- Alles, was Sie schon immer über den Krebs wissen wollten. Von Heinz und Nathalie Sandauer, Wiener Verlag, Wien 1977
- Alles, was Sie schon immer über den Löwe wissen wollten. Von Heinz und Nathalie Sandauer, Wiener Verlag, Wien 1977
- Alles, was Sie schon immer über die Jungfrau wissen wollten. Von Heinz und Nathalie Sandauer, Wiener Verlag, Wien 1977
- Alles, was Sie schon immer über die Waage wissen wollten. Von Heinz und Nathalie Sandauer, Wiener Verlag, Wien 1977
- Alles, was Sie schon immer über den Skorpion wissen wollten. Von Heinz und Nathalie Sandauer, Wiener Verlag, Wien 1977
- Alles, was Sie schon immer über den Schützen wissen wollten. Von Heinz und Nathalie Sandauer, Wiener Verlag, Wien 1977
- Alles, was Sie schon immer über den Wassermann wissen wollten. Von Heinz und Nathalie Sandauer, Wiener Verlag, Wien 1977
- Alles, was Sie schon immer über den Steinbock wissen wollten. Von Heinz und Nathalie Sandauer, Wiener Verlag, Wien 1977
- Alles, was Sie schon immer über den Skorpion wissen wollten. Von Heinz und Nathalie Sandauer, Wiener Verlag, Wien 1977
- Geschichte, gelenkt von den Sternen. Eine astrologische Analyse des Abendlandes, Prisma, Gütersloh 1978